# Georgi Maximilianowitsch Malenkow

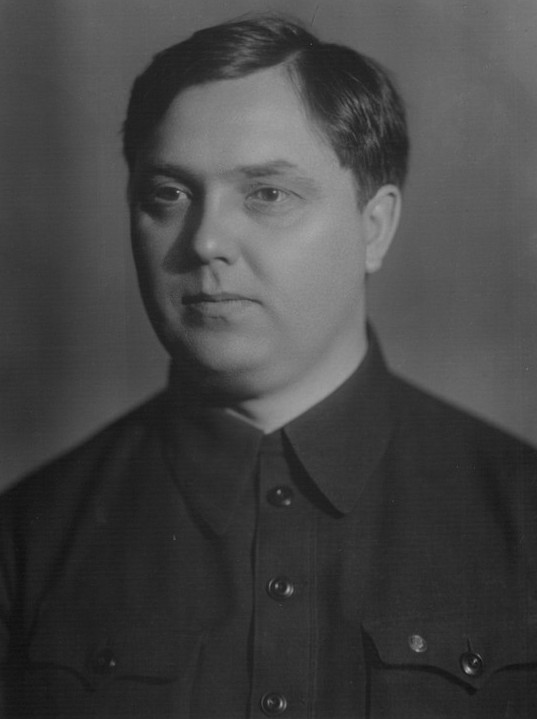
Georgi Maximilianowitsch Malenkow

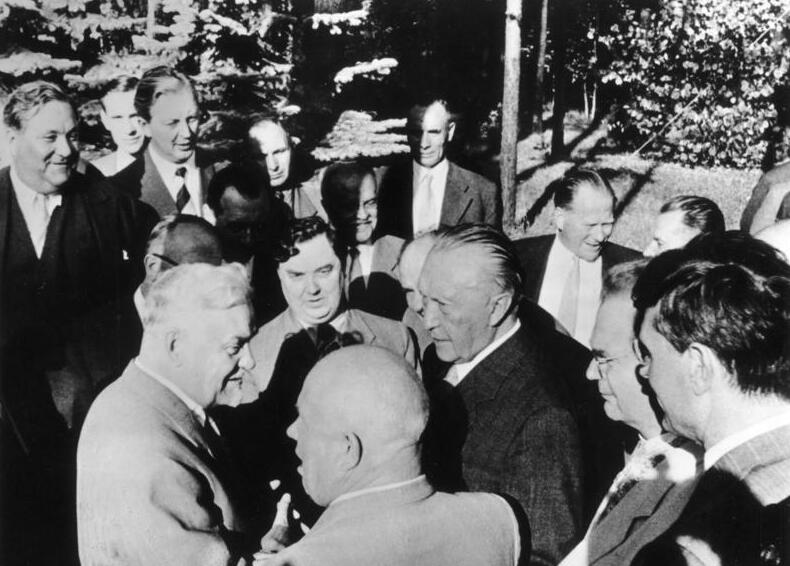
Malenkow (Bildmitte, schwarzes Haar) im Gespräch mit Chruschtschow, Bulganin und Adenauer bei dessen Besuch 1955 in Moskau

Georgi Maximilianowitsch Malenkow (russisch Георгий Максимилианович Маленков, wiss. Transliteration Georgij Maksimilianovič Malenkov; * 26. Dezember 1901jul. / 8. Januar 1902greg. in Orenburg; † 14. Januar 1988 in Moskau) war ein sowjetischer Politiker und von 1953 bis 1955 als Vorsitzender des Ministerrats (Ministerpräsident) Regierungschef der UdSSR.
Als Gefolgsmann Stalins wirkte er 1937 an dessen Säuberungen in Weißrussland und Armenien mit und war 1942 für die Luftverteidigung Stalingrads verantwortlich. Nach Stalins Tod wurde er 1953 Ministerpräsident, reformierte die Landwirtschaft und verfolgte einen relativ milden Kurs gegenüber dem Westen, unterlag aber 1955 im Machtkampf mit Bulganin und Chruschtschow. Er wurde auf den politisch unbedeutenden Posten eines Kraftwerksdirektors nach Kasachstan abgeschoben und 1961 aus der KPdSU ausgeschlossen.

## Leben

### Jugend und Armeezeit
Malenkows Vorfahren väterlicherseits wanderten im 18. Jahrhundert aus der westmakedonischen Gegend von Ohrid im damaligen osmanischen Reich (heutiges Nordmazedonien) ins Zaristische Russland ein. Unter seinen Vorfahren dienten einige als Offiziere in der Kaiserlich Russische Armee. Sein Vater war ein wohlhabender Bauer in der Provinz Orenburg. Der junge Malenkow half seinem Vater gelegentlich beim Verkauf der Ernte. Seine Mutter war die Tochter eines Schmieds und Enkelin eines orthodoxen Priesters.
Nach dem Abschluss des Gymnasiums in Orenburg einige Monate vor der Oktoberrevolution trat er 1918 als Freiwilliger in die Rote Armee ein und kämpfte im Bürgerkrieg auf Seite der Kommunisten gegen die Weißen. 1920 wurde er Mitglied der KPdSU. Während seines Militärdienstes war er Politkommissar, nahm allerdings kaum an Kampfhandlungen teil, da er ein sehr schlechter Reiter und Schütze war. Er heiratete 1921 die spätere Elektroingenieurin Walerija Golubzowa.

### Mitglied des ZK
Nach seinem Armeedienst begann er 1921 ein Studium an der Höheren Technischen Hochschule in Moskau, das er 1925 abschloss. Im gleichen Jahr nahm er auf Drängen seiner Frau, die im technischen Apparat des Zentralkomitees der KPdSU beschäftigt war, seine Tätigkeit im Organisationsbüro des ZK auf und wurde 1927 technischer Sekretär des Politbüros. Da er mit seinen 25 Jahren einer der jüngsten Mitarbeiter war, nahm er kaum selbständige Tätigkeiten wahr, sondern stand unter der Leitung von Alexander Poskrjobyschew, dem persönlichen Sekretär Stalins. Nachdem Lazar Kaganowitsch Erster Parteisekretär von Moskau wurde, nahm er Malenkow zu sich und ernannte ihn 1930 zum Leiter der Organisationsabteilung des Moskauer Stadtkomitees der KPdSU. Malenkow war ein guter Organisator mittleren Ranges und zeichnete sich durch enormen Fleiß und Gehorsam aus. In dieser Zeit wurde er von Stalin entdeckt, der sich nach dem XVII. Parteitag der KPdSU nach passenden Leuten für künftige Aufgaben umsah. Er ernannte ihn 1934 zum Leiter der Abteilung für führende Parteiorgane des ZK. Somit machte er ihn zu einer einflussreichen Person, die jedoch ständig im Schatten der anderen blieb. Gleichzeitig wurde Nikolai Jeschow zum Sekretär des ZK. Zwischen ihm und Malenkow entwickelte sich eine enge Freundschaft, so dass dieser Jeschow in allen Fragen gegen die alten Bolschewiki wie Kaganowitsch unterstützte. Obwohl Malenkow formell nicht einmal Mitglied des ZK war, hatte er als Leiter der Abteilung für führende Parteiorgane großen Anteil an den Stalinschen Säuberungen. So reiste er unter anderem 1937 nach Weißrussland und Armenien, wo unter seiner direkten Anleitung Tausende von Parteimitgliedern verhaftet wurden. Nach mehreren Berichten war er auch bei den Verhören und Folterungen von Verhafteten dabei, obwohl er persönlich nie illegale Verhörmethoden anwendete. Nachdem Jeschow Ende 1938 von seinen Posten entfernt und wenig später verhaftet worden war, freundete sich Malenkow mit NKWD-Chef Lawrenti Beria an und unterstützte ihn.
Entgegen weit verbreiteten Gerüchten war Malenkow niemals persönlicher Sekretär Stalins, sondern wurde am 22. März 1939 Mitglied des Sekretariats des ZK (bis 1946 und dann wiederum von 1948 bis 1953) mit dem Schwerpunkt Transport und Wirtschaftsentwicklung. Wenige Tage vorher wurde er auf dem XVIII. Parteitag zum Mitglied des Zentralkomitees der KPdSU gewählt. Außerdem wurde er zum Leiter der Kaderabteilung des ZK der KPdSU ernannt (bis 1946).

### Zweiter Weltkrieg
Mit dem deutschen Überfall auf die Sowjetunion am 22. Juni 1941 wurde Malenkow zum Mitglied des Staatlichen Verteidigungskomitees und nahm an der Arbeit vieler ad hoc gegründeter Kommissionen teil. So reiste er unter anderem im August 1942 nach Stalingrad, um die Verteidigung der Stadt zu inspizieren. Zu seinem wichtigsten Aufgabenbereich wurde allerdings die Überwachung des sowjetischen Kampfflugzeugbaus. Für die Errungenschaften auf diesem Gebiet bekam er 1943 den Orden Held der sozialistischen Arbeit verliehen. Malenkow leitete nach dem Krieg das Komitee für die Demontage der deutschen Wirtschaft in der damaligen SBZ, jedoch wurde seine Arbeit von innerparteilichen Rivalen als unbefriedigend kritisiert und das Komitee bald aufgelöst.

### Aufstieg
Am 21. Februar 1941 wurde Malenkow Kandidat und am 18. März 1946 zusammen mit Lawrenti Beria Vollmitglied des Politbüros des ZK. Im gleichen Jahr wurde er zum stellvertretenden Vorsitzenden des Ministerrates der UdSSR ernannt. Er unterhielt freundschaftliche Beziehungen zu Beria und versuchte, gegen die „alte Garde“ zu intrigieren. Seine Position wurde jedoch stark durch den Aufstieg Leningrader Kommunisten unter der Führung von Andrei Schdanow geschwächt, so dass er sich mit Beria und anderen gegen die „Emporkömmlinge“ verbündete. Malenkow und Beria gelang es, den damals schon schwer kranken Stalin dazu zu bewegen, die Leningrader Kommunisten als angebliche Gefahr für dessen Autorität in den ideologischen Fragen zu entmachten. Als Ergebnis dieses Gerangels kam es zur sogenannten „Leningrader Affäre“, die Repressalien gegen die Mitglieder des Politbüros Nikolai Wosnessenski und Alexei Kusnezow und hunderte anderer Kommunisten zur Folge hatte. Andrei Schdanow starb unter nicht ganz geklärten Umständen, offiziell wurde ein Herzinfarkt als Todesursache genannt. Malenkow übernahm innerhalb des Politbüros dessen Aufgaben auf dem ideologischen Sektor und wurde wiederum zum Mitglied des Sekretariats des ZK ernannt. In dieser Funktion hatte er großen Anteil an der antisemitischen Kampagne gegen eine angebliche Ärzteverschwörung, die Anfang der 1950er Jahre von Stalin entfacht wurde und in deren Verlauf viele jüdische Intellektuelle verhaftet und ermordet wurden.
Von 1950 bis 1952 war Malenkow zweifelsohne zweiter Mann in der Partei und im Staat. Als stellvertretender Vorsitzender des Ministerrates und Sekretär des ZK kontrollierte er das Transportwesen, die Landwirtschaft und die gesamten Parteikader und übte großen Einfluss auf die Kulturpolitik aus. Es wäre allerdings verfehlt, aus dieser Erhöhung Malenkows die Absicht Stalins zu interpretieren, ihn zu seinem Nachfolger und Erben aufzubauen. Allein schon die misstrauische Natur Stalins, die ganze Logik seiner innerparteilichen Verschiebungen und sein Glaube, er habe noch ein langes Leben vor sich, sprechen dagegen. Malenkow war genau der grau und unscheinbar wirkende Handlanger, der von Stalin zur Überwachung der übrigen Mitglieder des Politbüros gebraucht wurde. Außerdem waren die Beziehungen Stalins zu seinen früheren Freunden Molotow und Kaganowitsch abgekühlt, so dass er nach neuen Stützen seines Regimes suchte. Dafür musste Malenkow als Alkoholabstinenzler zusammen mit Nikita Chruschtschow, Nikolai Bulganin und Beria an Stalins nächtlichen Trinkgelagen teilnehmen. Diese vier Personen bildeten zusammen mit Stalin den engsten Führungszirkel des Sowjetstaates, der den Staat und die Partei faktisch leitete. Nach dem XIX. Parteitag der KPdSU (1952) wurde Malenkow zum Mitglied des nunmehrigen Büros des Präsidiums des ZK der Partei. Malenkow war derjenige, der den Rechenschaftsbericht des ZK an die Delegierten vortrug, was normalerweise das Privileg des Generalsekretärs war.

### Niedergang
Nach dem Tod Stalins trat Malenkow im März 1953 vorübergehend an die Spitze des Zentralkomitees der KPdSU und wurde Vorsitzender des Ministerrates der UdSSR. Er hielt während der feierlichen Beisetzung Stalins als Erster eine kurze Rede, was seine Führungsrolle unterstrich.
Malenkow schlug in der Wirtschaft einen neuen Kurs ein und setzte wieder stärker auf Landwirtschaft und Konsumgüterindustrie. Er setzte durch, dass die Kolchossteuern gesenkt und die Schulden der Kolchosbauern annulliert wurden. Außenpolitisch strebte er einen weniger aggressiven Kurs zwischen Ost und West an. Außerdem leitete er auch die ersten zaghaften Schritte zur Rehabilitierung der Opfer stalinscher Säuberungen ein, begrenzte sie jedoch auf die Verwandten und nahen Freunde der obersten Partei- und Staatsführung.
Nach der Entmachtung und Verhaftung Berias am 26. Juni 1953 verlor Malenkow allmählich seinen Einfluss. Er wirkte oft elitär, ungesellig und verschlossen, grenzte sich von seinen Untergebenen ab und vermochte es nicht, sich mit der alten Garde der Politbüromitglieder auszusöhnen. Außerdem überwarf er sich mit Suslow und verlor zusehends den Rückhalt im Parteisekretariat. Der Sturz Berias bedeutete den Aufstieg von Chruschtschow, dem Malenkow nichts entgegenzusetzen vermochte. Im Unterschied zu seinem Rivalen, der infolge seiner zehnjährigen Arbeit in der Ukraine an eine selbstständige und energische Tätigkeit gewöhnt war, absolvierte Malenkow seine ganze Karriere im Sekretariat und in den verschiedenen ZK-Abteilungen, wo er immer nur als Handlanger Stalins und Ausführender fremder Entscheidungen fungierte, was seiner Entschlusskraft nicht förderlich war. Im Vergleich zu Chruschtschow machte er den Eindruck eines Zauderers. Die Machtverschiebung vom Ministerrat zu den Parteistrukturen – so wurde unter anderem das KGB der Kontrolle des ZK unterstellt – untergrub Malenkows Position. Am 7. September 1953 wurde Chruschtschow Erster Sekretär des ZK der KPdSU, Malenkow blieb Vorsitzender des Ministerrates.
Malenkow wurde am 8. Februar 1955 des Amtes als Vorsitzender des Ministerrates enthoben, wobei man ihm sein Scheitern in der Landwirtschaft zur Last legte. Sein Nachfolger Nikolai Bulganin ernannte ihn zum Minister für Kraftwerke und Elektroindustrie, außerdem erhielt er den Posten des stellvertretenden Ministerratsvorsitzenden und blieb weiterhin Mitglied des Politbüros.
Die forcierte Rehabilitierungspolitik Chruschtschows und die Untersuchung der „Leningrader Affäre“ verschreckten Malenkow. Er war gegen die berühmte Geheimrede Chruschtschows (25. Februar 1956) auf dem XX. Parteitag der KPdSU, in der dieser den Personenkult Stalins und die ungerechtfertigten Repressalien der 1930er Jahre anprangerte, und schloss sich kurz darauf den Altstalinisten im Politbüro an, die versuchten, Chruschtschow zu stürzen. Nach einem misslungenen Putschversuch wurde Malenkow am 29. Juli 1957 zusammen mit Molotow, Kaganowitsch und Schepilow endgültig entmachtet und aus dem Politbüro ausgeschlossen. Er wurde zum Leiter eines Wasserkraftwerkes in Ust-Kamenogorsk in Kasachstan und danach zum Direktor des Kraftwerkes in Ekibastus degradiert.

### Tod
1961 wurde Malenkow endgültig aus der KPdSU ausgeschlossen, blieb jedoch auf seinem Posten als Direktor des Kraftwerks. Erst nach seiner Pensionierung im Jahre 1968 durfte er nach Moskau zurückkehren. Über seine letzten Lebensjahre ist nur wenig bekannt. Er starb am 14. Januar 1988 in Moskau.

## Auszeichnungen
- Held der sozialistischen Arbeit
- Drei Leninorden

## Werke
- G. M. Malenkow: Über die Aufgaben der Parteiorganisationen in der Industrie und im Verkehrswesen. Bericht auf der XVIII. Unionskonferenz der KPdSU (B), 15. Februar 1941. Dietz Verlag, Berlin, 1955.
- G. M. Malenkow: Rechenschaftsbericht des Zentralkomitees der KPdSU (B) an den XIX. Parteitag. Dietz Verlag, Berlin, 1953.
- G. M. Malenkow: Rede auf der V. Tagung des Obersten Sowjets der UdSSR, 8. August 1953. Dietz Verlag, Berlin, 1953.

### In russischer Sprache
- Konstantin Aleksandrowitsch Zalesskij: Imperija Stalina. Biografitscheskij enziklopeditscheskij slowar. [Stalins Imperium. Biographisches enzyklopädisches Wörterbuch.] Moskau, 2000.
- Rudolf K. Balandin: Malenkov. Tretij vožd’ Strany Sovetov. [Malenkow. Der dritte Führer des Sowjetlandes.] Moskau, 2007.
- N. Kowalewa, A. Korotkow, S. Meltschin, Ju. Sigatschew, A. Stepanow: Molotow, Malenkow, Kaganowitsch, 1957. Stenogramma ijunskogo plenuma ZK KPSS i drugie dokumenty. Moskau, 1998 (Dokumentensammlung zur Entmachtung Malenkows und anderer Altstalinisten durch Chruschtschow im Jahre 1957).